# Александър Андорил
Александър Андорил (на шведски: Alexander Ahndoril) е шведски драматург и писател, автор на бестселъри в жанровете трилър, любовен роман и биография. Пише със съпругата си Александра Коельо Андорил под псевдонима Ларш Кеплер (на шведски: Lars Kepler).

## Биография и творчество
Александър Густафсон Андорил е роден на 20 януари 1967 г. в Упландс Весбю, Швеция. Учи история на религията и книгознание.
Прави своя литературен дебют на 22 години през 1989 г. с любовния роман „Den äkta kvinnan“, а през 1993 г. пише първата си пиеса „Irra“.
През 1996 г. се омъжва за Александра Коельо Андорил, с която имат три дъщери.
Заедно със съпругата си пишат трилъри под псевдонима Ларш Кеплер. Първият от тях „Хипнотизаторът“ от емблематичната им поредица „Криминален инспектор Юна Лина“ е публикуван през 2009 г. Романът става международен бестселър и е преведен на 38 езика по целия свят. Екранизиран е през 2012 г. в едноименния филм с участието на Тобиас Зилиакус.
Следващите им романи от поредицата също са бестселъри. Вторият трилър от поредицата е екранизиран през 2015 г.
През 2006 г. е публикуван романът му „Regissören“ (Режисьорът), за живота и творчеството на Ингмар Бергман. Той е номиниран за няколко награди и е преведен на 11 езика.
Александър Андорил живее със семейството си в Стокхолм и в летен дом на западния бряг на Швеция.

## Произведения

### Като Александър Андорил

#### Самостоятелни романи
- Den äkta kvinnan (1989)
- Om hjärtat är vidrigt (1991)
- En människas tal (1992)
- Den magiska disciplinen (1993)
- Jaromir (1995)
- Thaiboxaren (1998)
- Lustresa (2004)
- Regissören (2006) – роман за Ингмар Бергман
- Diplomaten (2009) – роман за Ханс Бликс

#### Пиеси
- Irra (1993)
- Demonverket (1994)
- Fallet Orvar (1995)
- Horan i Konstantinopel (2002)
- Nya Maratondansen (2003)
- Pappas hjärta (2003)
- När Josefin försvann (2003)
- Hissar (2003)
- Turister (2004)
- Glas i regn (2006)
- Smekningen (2006)
- Socialistisk tävlan (2007)
- Privat film (2007)
- Konsten att förbli fri (2008)
- Sömnkliniken (2009)

#### Екранизации
- 2012 Hypnotisören
- 2015 Paganinikontraktet

### Като Ларш Кеплер

#### Серия „Криминален инспектор Юна Лина“ (Detective Inspector Joona Linna)
1. Hypnotisören (2009)
Хипнотизаторът, изд.: ИК „Ентусиаст“, София (2011), прев. Светла Стоилова
2. Paganinikontraktet (2010)
Договорът Паганини, изд.: ИК „Ентусиаст“, София (2013), прев. Цветана Добрева
3. Eldvittnet (2011)
Свидетел на огъня, изд.: ИК „Ентусиаст“, София (2016), прев. Меглена Боденска
4. Sandmannen (2012)
5. Stalker (2014)